# 마르코 리치

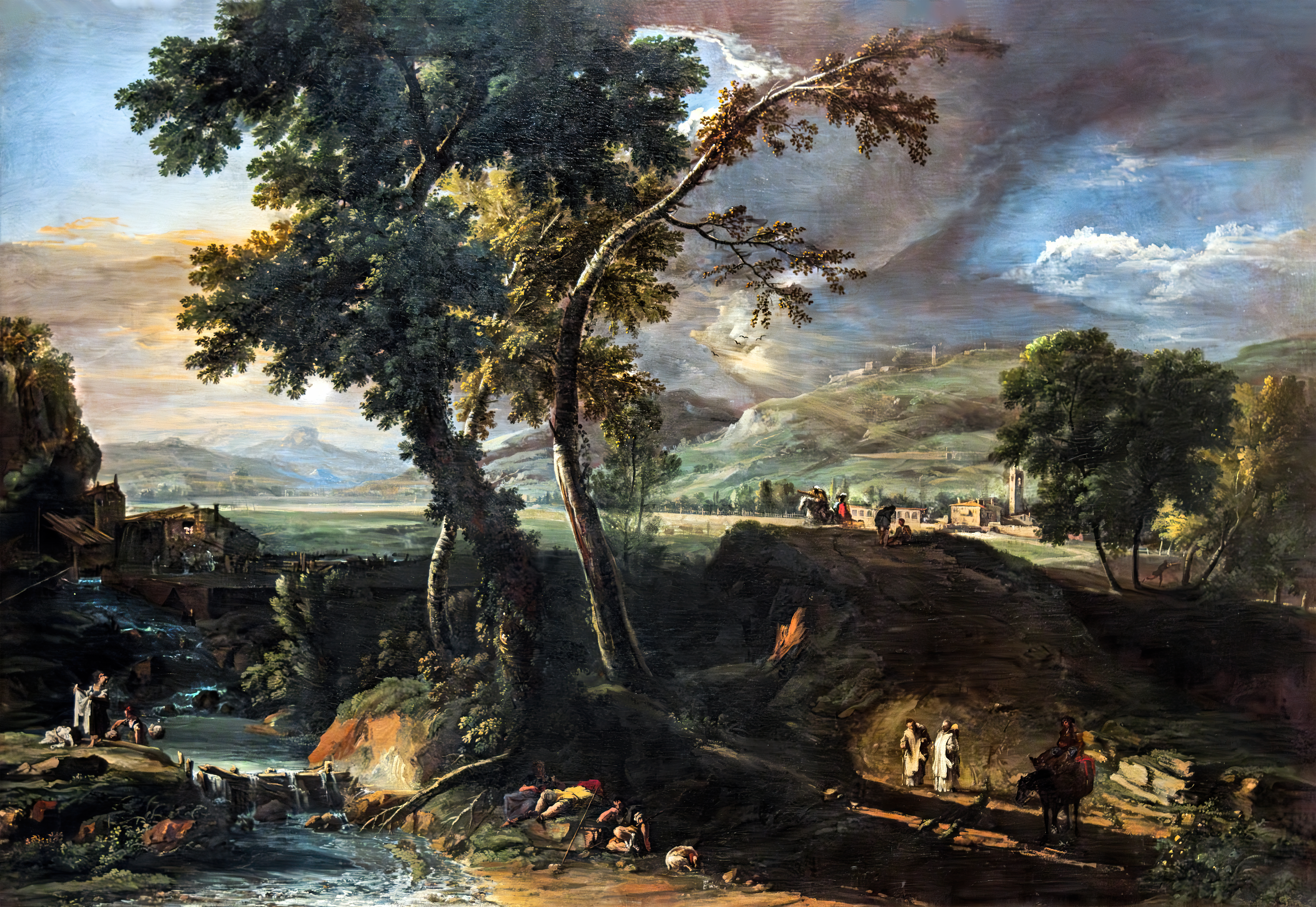
《강과 인물이 있는 풍경》. 1715년, 아카데미아 미술관

마르코 리치(이탈리아어: Marco Ricci, 1676년 6월 6일~1730년 1월 21일)는 이탈리아의 바로크 화가이다.

## 생애
마르코 리치는 1676년 이탈리아 벨루노에서 태어났으며 1694~1696년 밀라노에서 바로크 화가였던 삼촌 세바스티아노 리치에게 처음으로 미술 교육을 받았다. 젊은 시절 그는 싸움꾼으로도 유명했다. 그는 1696년에 삼촌과 함께 베니스로 떠났지만 도시를 떠나야 했다. 그는 로마를 방문하여 한동안 원근법을 그리는 데 몰두했다. 1706~1707년 그는 피렌체에 위치한 펜지궁의 Sala d'Ercole 장식 작업을 삼촌과 함께 진행했다. 다른 예술가들과 협업을 선호하는 리치의 성향으로 인해 그의 초기 스타일을 추측하기는 어렵지만 일반적으로 클로드 로랭, 가스파르 뒤게, 살바토르 로사 등의 예술가들의 영향을 받았을 것으로 보이며 17세기와 18세기 초 베네토에서 실천된 자연주의적 풍경화 스타일에도 영향을 받았다. 리치는 제노바 화가 알레산드로 마냐스코와 가깝게 지냈으며 마냐스코의 자유롭게 휘날리는 듯한 화법과 길고 가늘고 뻣뻣한 인물 묘사는 리치의 초기 작품에도 많이 반영되어 있다.

## 잉글랜드 시절
1708년 후반, 리치는 베니스의 영국 대사이자 제4대 맨체스터 백작, 찰스 몬태규의 권유로 잉글랜드로 여행을 떠났고, 가는 길에 네덜란드에 들러 네덜란드 풍경화를 공부했다. 잉글랜드에서 그는 헤이마켓의 퀸스 극장에서 이탈리아 작품을 상연할때 역사화가 조반니 안토니오 펠레그리니와 자주 협업했다. 이 두 화가는 알레산드로 스카를라티와 니콜라 하임의 이탈리아 오페라인 《피로스》(Pyrrhus)와 《드미트리우스》(Demetrius), 그리고 안토니오 마리아 보논치니와 실비오 스탐필리아가 각색하고 오언 스위니가 영어 대본을 쓴 《카밀라》(Camilla)의 무대 배경을 그렸다. 그는 펠레그리니와 함께 벌링턴 하우스의 6개의 대형 신화 캔버스를 제작했다. 리치는 1711년에 베니스로 돌아갔지만 이듬해 삼촌 세바스티아노와 함께 영국으로 돌아와 여러 의뢰 작업을 협력하여 맡았다. 영국에 머무는 동안 마르코 리치는 여러 풍경화와 카프리치오, 그리고 제3대 칼라일 백작 찰스 하워드에 대한 풍자 작품인 《오페라 리허설》도 그렸다. 풍경화가로서의 그의 작품은 고산 풍경이나 목가적 풍경, 시골의 격렬한 폭풍과 폐허 그리고 마을이나 안뜰 풍경 등 네 가지 범주로 나눌 수 있다. 그의 작품 대부분은 캔버스에 그린 유화였지만 그의 작품 중 약 절반은 염소 가죽에 템페라를 칠한 크기가 작은 그림이었다.

## 베니스
마르코 리치는 1716년에 베니스로 돌아와 죽을 때까지 삼촌과 함께 살았다. 1720년대에 리치는 많은 작품을 남겼으며 그의 작품에는 풍경화, 카프리치오, 양피지에 그린 구아슈, 무대 디자인 도안 및 캐리커처 등이 있다. 그는 삼촌 세바스티아노와 함께 기념비적인 구상화 작품을 그렸다. 1723년부터 마르코 리치는 폐허와 인물이 있는 풍경과 전망을 담은 자신의 그림에서 여러 장의 판화를 조각했는데, 이 판화에는 피라네시를 연상시키는 23점의 주요 판화가 포함되어 있다. 베니스에서 리치의 중요한 후원자는 영사 조셉 스미스와 장로 안토니오 마리아 자네티였다. 마르코 리치는 당시 곧바로 국제적인 성공을 거둔 새로운 스타일의 베네치아 풍경화의 창시자로 여겨지기도 한다. 그는 1730년 베니스에서 사망했다. 그의 제자 중에는 도메니코 베르나르도 질로티와 주세페 발리아니가 있다.

## 작품

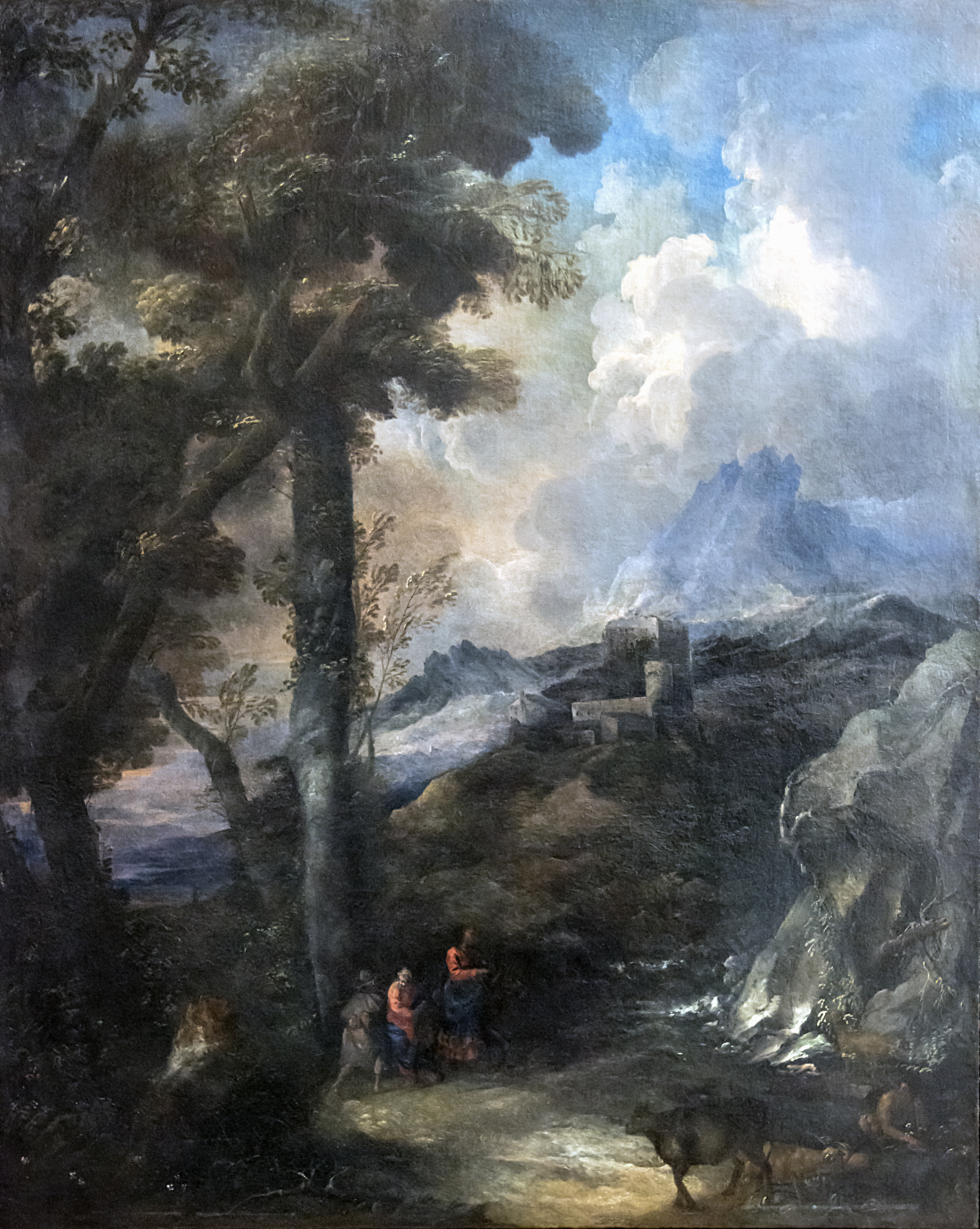
《산과 인물이 있는 풍경》, 아카데미아 미술관
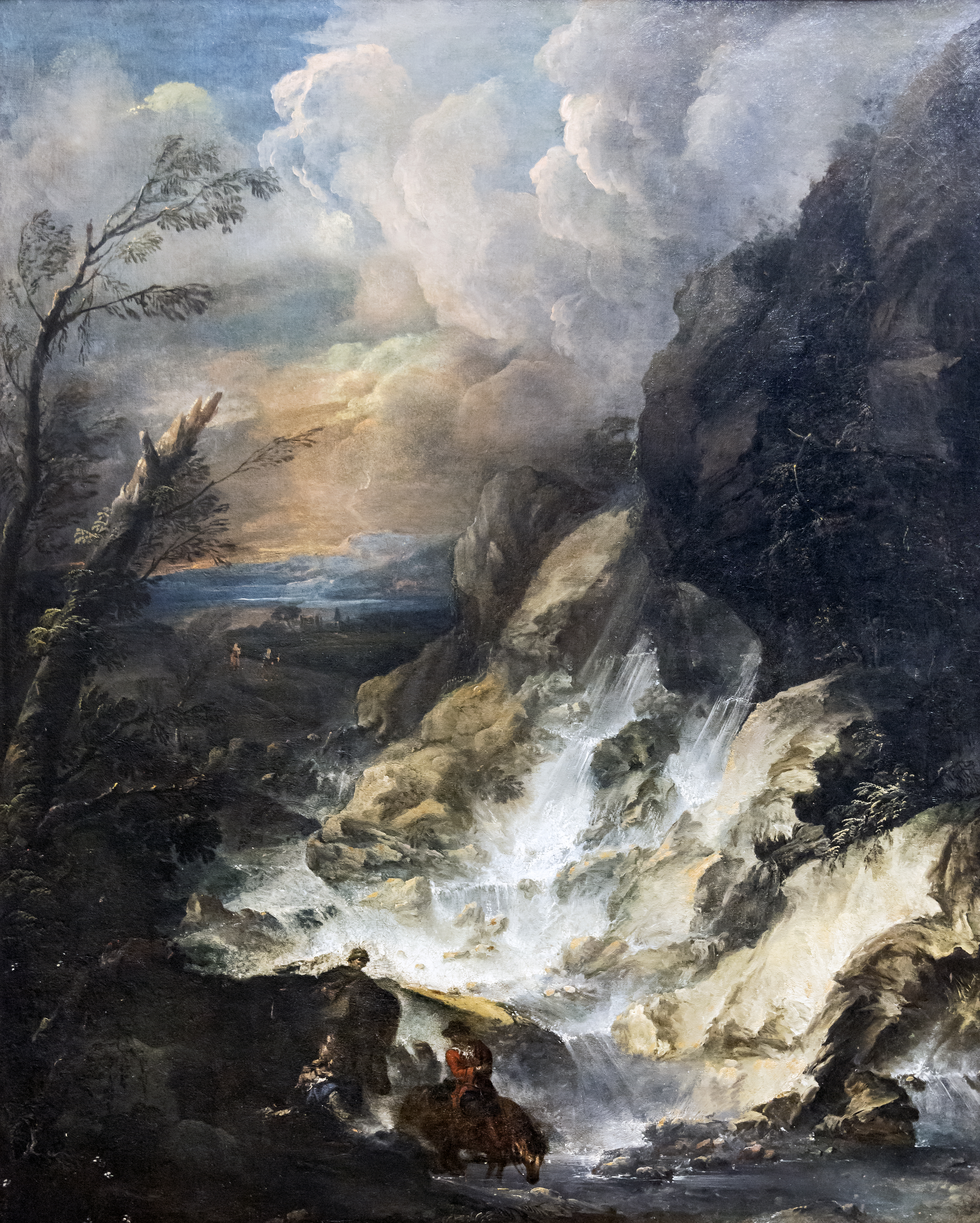
《폭포》, 아카데미아 미술관
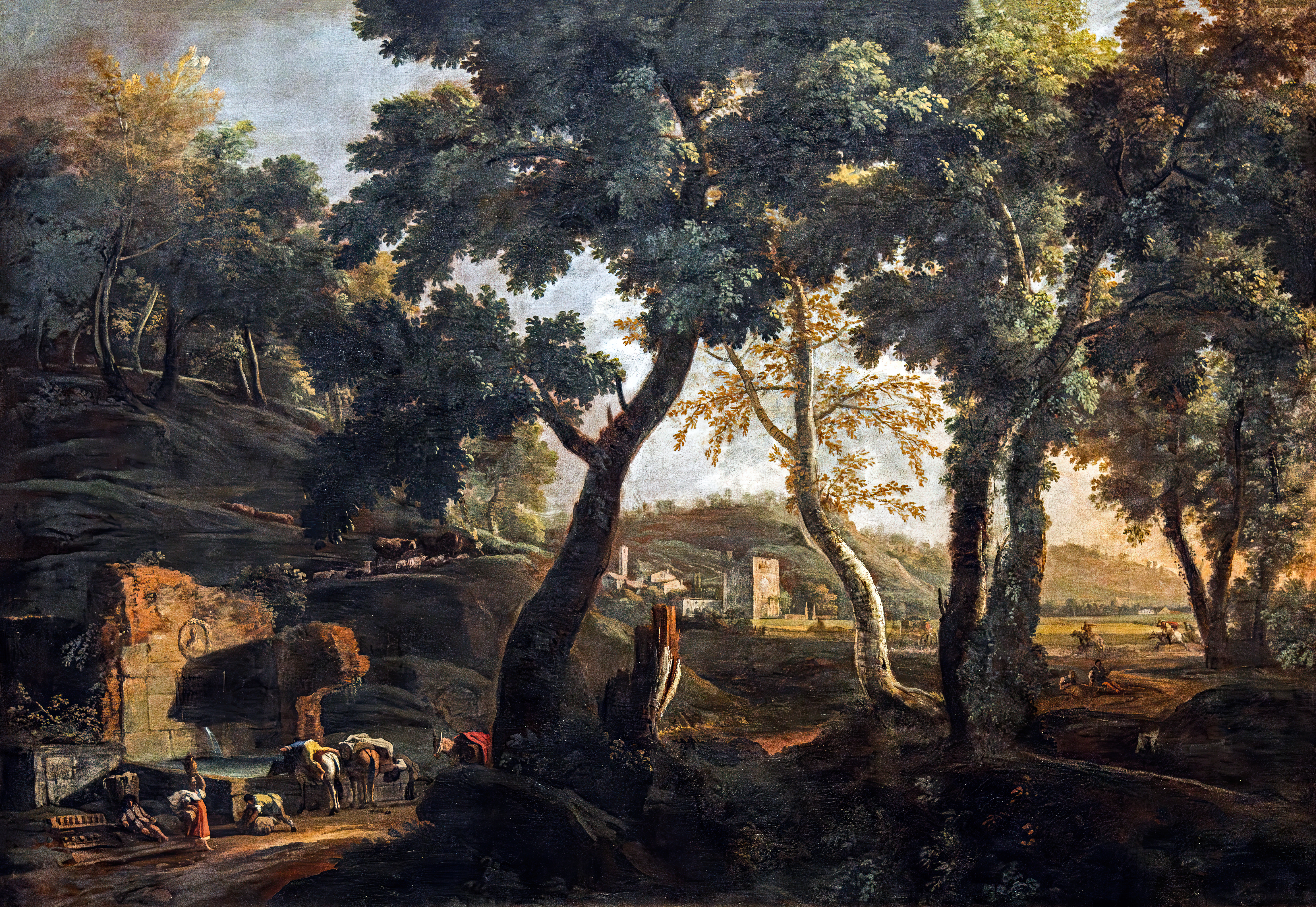
《여물통과 말이 있는 풍경》, 1715년경, 아카데미아 미술관
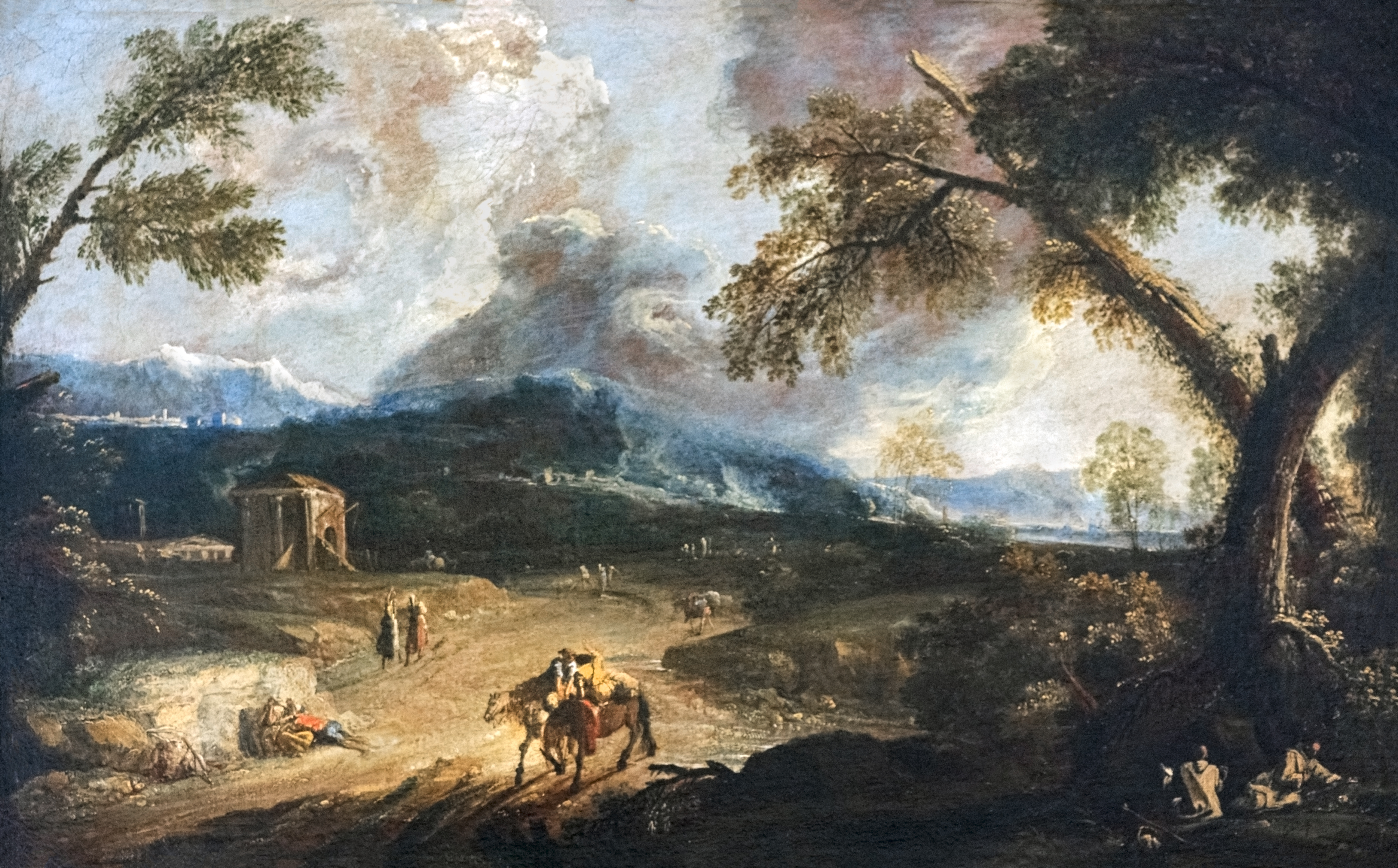
《승려와 행인이 있는 풍경》
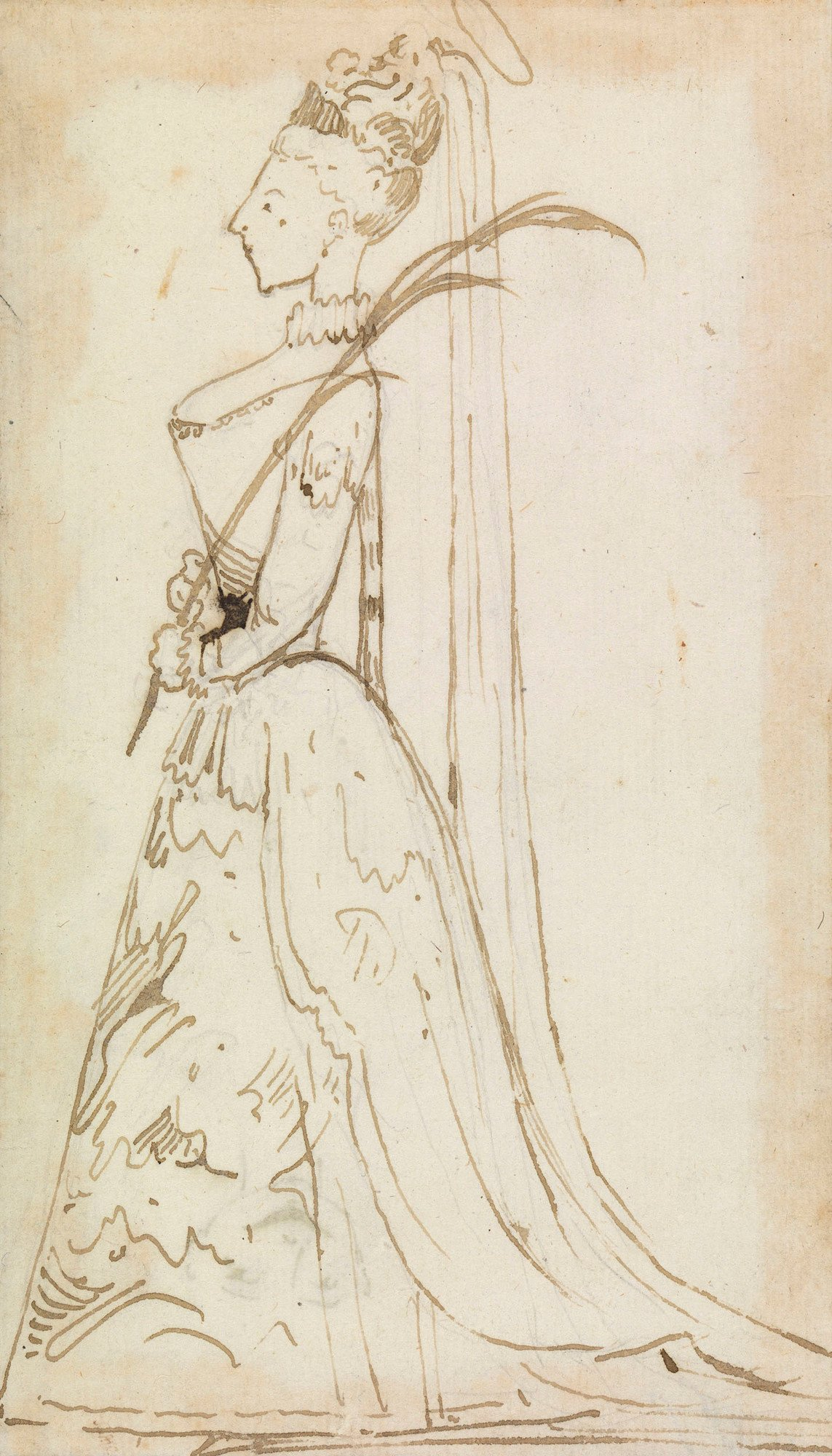
오페라 가수 마리아 주스티나 투르코티의 캐리커처

## 참고 문헌
- “Marco Ricci”. 《J. 폴 게티 미술관》.
- Barcham, William (1994).  "Townscapes & Landscapes".  In: The glory of Venice: Art in the Eighteenth Century. Martineau, Jane; and Andrew Robinson, eds. Yale University Press: New Haven and London.
- Bryan, Michael; and George Stanley (1878). A biographical and critical dictionary of painters and engravers: with a list of ciphers, monograms, and marks. G. Bell.
- Giacometti, Margherita (1994). In: The glory of Venice: Art in the Eighteenth Century. Martineau, Jane; and Andrew Robinson, eds. Yale University Press: New Haven and London.
- Levey, Michael (1994). "An Introduction to 18th-Century Venetian Art." In: The glory of Venice: Art in the Eighteenth Century. Martineau, Jane; and Andrew Robinson, eds. Yale University Press: New Haven and London.
- Pedrocco, Filippo (2002). Visions of Venice: Paintings of the 18th Century. Tauris Parke Books: London and New York.
- Wittkower, Rudolf (1999). Art and Architecture in Italy, 1600–1750: The Late Baroque, 1675–1750. New Haven: Yale University Press.